# Eumorphus assamensis subguttatus
Eumorphus assamensis subguttatus es una subespecie de coleóptero de la familia Endomychidae.

## Distribución geográfica
Habita en Singapur.